# Namárië
Namárië (izgovori [na.ˈmaː.ri.ɛ]) je pesem J. R. R. Tolkiena, napisana v izmišljenem jeziku Kvenja (Quenya) in objavljena v Gospodarju prstanov Podnaslovljen je "Galadrielina žalostinka v Lórienu", kar se v jeziku Kvenje glasi Altariello nainië Lóriendessë. Pesem se pojavi še v eni Tolkienovi knjigi The Road Goes Ever On.
Quenijska beseda namárië je skrajšana oblika á na márië, ki dobesedno pomeni "bodi zdrav" - vilinski izraz, ki se uporablja za pozdrav in slovo.
"Namárië" je najdaljše besedilo v jeziku Kvenja v Gospodarju prstanov in tudi eno najdaljših neprekinjenih besedil v jeziku Kvenja, ki jih je Tolkien kdajkoli napisal. Preden je bila objavljena, jo je večkrat predelal in napisal več različic v svojem tengvarskem načinu.

## Besedilo
Namárië
Altariello nainië Lóriendessë

Ai! laurië lantar lassi súrinen,
Yéni únótimë ve rámar aldaron!
Yéni ve lintë yuldar avánier
Mi oromardi lissë-miruvóreva
Andúnë pella, Vardo tellumar
Nu luini yassen tintilar i eleni
Omaryo airetári-lírinen.

Sí man i yulma nin enquantuva?

An sí Tintallë Varda Oiolossëo
Ve fanyar máryat Elentári ortanë
Ar ilyë tier undulávë lumbulë
Ar sindanóriello caita mornië
I falmalinnar imbë met,
Ar hísië untúpa Calaciryo míri oialë.
Sí vanwa ná, Rómello vanwa, Valimar!

Namárië! Nai hiruvalyë Valimar!
Nai elyë hiruva! Namárië!

### Angleški prevod:
Be Well
Galadriel's Lament in Lórien

Ah! like gold fall the leaves in the wind,
Long years numberless as the wings of trees!
The long years have passed like swift draughts
Of the sweet mead in lofty halls
Beyond the West, beneath the blue vaults of Varda
Wherein the stars tremble
In the voice of her song, holy and queenly.

Who now shall refill the cup for me?

For now the Kindler, Varda, the Queen of the stars,
From Mount Everwhite has uplifted her hands like clouds
And all paths are drowned deep in shadow;
And out of a grey country darkness lies
On the foaming waves between us,
And mist covers the jewels of Calacirya for ever.
Now lost, lost to those of the East is Valimar!
Farewell! Maybe thou shalt find Valimar!
Maybe even thou shalt find it! Farewell!

### Slovenski prevod:
Zbogom
Galadrielina žalostinka v Lórienu

Ah! Kot zlató padajo listi v vetru,
dolga leta, nešteta kot krila dreves!
Dolga leta so minila kot hitri prepihi
sladke medice v vzvišenih dvoranah
onkraj Zahoda, pod modrimi oklepi Varde
kjer zvezde trepetajo
v glasu njene pesmi, svete in kraljevske.

Kdo mi bo zdaj napolnil čašo?

Zaenkrat je to Prižigalka plamena, Varda, kraljica zvezd,
z gore Vselejbele je dvignila roke kot oblake
in vse poti so utopljene v globoki senci;
in iz sive dežele tema leži
na penečih se valovih med nama,
in megla za vedno prekrije dragulje Calacirye.
Zdaj je Valinor izgubljen, izgubljen za tiste z Vzhoda!

Zbogom! Morda boš našel Valinor!
Morda ga boš našel tudi ti! Zbogom!

## Zgodnje različice
Najzgodnejša različica Namárië je bila objavljena po avtorjevi smrti v knjigi The Treason of Isengard. Besedilo je v jeziku Kvenja, vendar Tolkien ni poskrbel za prevod in nekatere besede so drugačne od tistih, ki so uporabljene v končni pesmi. Veliko besed je mogoče najti v Etimologijah.
Čeprav so v njej besede, ki jih je mogoče prepoznati po dodatkih Silmariliona, Nedokončanih pripovedi in The Lost Road, se ta različica po zgradbi stavkov in črkovanju razlikuje od Kvenje, za katero se je Tolkien odločil. Na primer, veliko delov se konča na soglasnik n, medtem ko v Kvenji v Gospodarju prstanov in poznejših delih te končnice ni, in veliko delov je sestavljenih iz več sestavljenih besed, medtem ko se Kvenja v poznejših delih nagiba k več samostojnim besedam.

## Prilagoditve
Namárië je s Tolkienovo pomočjo uglasbil Donald Swann. Notni zapis in zvočni posnetek sta objavljena v knjigi The Road Goes Ever On. Na posnetku Tolkien poje pesem v slogu gregorijanskega petja.
Leta 2008 je španska neoklasična skupina Narsilion izdala studijski album z naslovom Namárië. Med drugimi skladbami, ki jih je navdihnil Tolkien, je tudi skladba Namárië: El Llanto de Galadriel [Namárië: Galadriel's Lament].
Danski Tolkienov ansambel je med letoma 1997 in 2005 izdal štiri zgoščenke z vsemi pesmimi iz Gospodarja prstanov, med njimi dve različici pesmi "Namárië", ki ju je zložil vodja ansambla Caspar Reiff: na prvi, ki jo poje Signe Asmussen, je uglasbeno izvirno besedilo iz Kvenje, na drugi pa je angleški prevod, ki ga je uglasbil igralec Christopher Lee (v filmu je igral Sarumana).
Skupina Led Zeppelin je prvi verz pesmi Namárië prilagodila za začetek svoje pesmi Ramble On iz leta 1969, in sicer v angleškem verzu "Leaves are falling all around", ki predstavlja "Ah! like gold fall the leaves in the wind". Nadaljnje reference na Tolkienovo pisanje se pojavijo v nadaljevanju pesmi, kjer sta omenjena tudi Gollum in Mordor.